# Маккарти (клан)
МакКарти (ирл. Mac Carthaigh), также пишется Macarty, McCarthy или McCarty — гэльский ирландский клан, происходящий из Манстера, области, которой они правили в средние века. Являются ветвью древнейшей ирландской королевской династии Эоганахты, представители которой правили в южной Ирландии с V по XVI века. Из этого рода вышло много видных деятелей и королевских особ.

## История
Род является ответвлением всемогущей династии Эоганахты. Происхождение названия начинается с Карфаха, короля эоганахтов-чизилов, который умер в 1045 году в пожаре дома, умышленно начатом одним из лонерганов. Карфах был современником и жестоким конкурентом короля Брайана Бору. Клан Маккарти, был вытеснен с его традиционных родин в Золотой Долине Типперэри в связи с расширением Септа О’Брайена в середине двенадцатого века.
Сын Карфаха был известен как Muireadhach Mac Carthaigh (что означает «Muireadhach, сын Карфаха»). Такие эфемерные отчества были распространены в то время. Однако, когда Muireadhach умер в 1092 году, его сыновья Tadhg и Cormac приняли Mac Carthaigh в качестве фактической фамилии. В соответствии с Соглашением о Гланмире в 1118 году, разделившем королевство Мунстер на Десмонда и Томонда, этот Тадхг стал первым королем Десмонда, в состав которого входили части современных графств Корк и Керри. В течение почти пяти столетий они доминировали над большей частью Манстера.
Каждая из этих семей продолжала сопротивляться норманнскому и английскому вторжению вплоть до семнадцатого века, хотя, как и практически вся гэльская аристократия, они потеряли былую славу, земельные владения и влияние.
Количество упоминаний о Маккарти в летописях, особенно в «Анналах Иннисфалена», очень часто встречается в связи с их некогда видным положение в Ирландии.

## Представители рода
- Фингхин МакКарти (ум. 1261) — король Десмонда с 1251 года до своей смерти в 1261 году, вскоре после его знаменитой победы над Джоном Фицджеральдом, 1-м бароном Десмондом в битве при Калланне;
- Кормак Мак Картайг (умер в 1138 году) — гэльский ирландский правитель, король Мюнстера;
- Бартелми Луиса Макарти — богач и работорговец;
- Августин де Макарти — мэр Нового Орлеана с 7 сентября 1815 по 1 мая 1820 года;
- Мэри Дельфина Макарти (Лалори) — представительница американской знати, более известная как мадам Лалори — одна из самых жестоких женщин-убийц в истории Нового Орлеана. Обвинялась в садизме и многочисленных изощренных убийствах чернокожих рабов.